# 藤白レイミ
藤白 レイミ（ふじしろ れいみ、1993年7月24日 - ）は、日本の女優。ウイントアーツ所属。静岡県出身。

## 人物
- ダンサーを目指していたが、怪我をきっかけに女優に転向。2001年には、「第52回NHK紅白歌合戦」にキッズダンサーとして出演した経験もある。
- 愛猫家。「みさいる」という猫を飼っていて、よく写真をSNSに投稿している。
- ダンボーのフィギュアに塗装をし、一緒に旅をしたりする変わった趣味を持っている。現在は、フィギュアの作成にも手を出し始めた模様。事務所の先輩、伊勢大貴が出演した舞台「いじはり」のフライヤーデザインを模したフィギュアを作成し、密かに話題となった。
- ポケモンが大好きで、サン、ムーンもゲット済み。[3]
- ゲームやアニメが好きで、学生時代はコスプレを趣味としていた。[4]

## 出演

### 映画
- 劇場版「屍囚獄　-起ノ篇-」（2017年6月3日）(監督：城定秀夫　原作：室井まさね「屍囚獄」竹書房)‐ 沙霧 役
- 劇場版「屍囚獄　-結ノ篇-」（2017年6月10日）(監督：城定秀夫　原作：室井まさね「屍囚獄」竹書房)‐ 沙霧 役

- 「きらきら眼鏡」（2018年9月15日）(監督：犬童一利　原作：森沢明夫)
- 「ユウカイ犯」- 夏美 役

### 舞台
- 東京ディズニーランドミュージックフェスティバル プログラム（2009年1月）

- 劇団エピソード10「見よ、飛行機の高く飛べるを」（2014年5月）‐ 光島延ぶ 役

- 劇団エピソード10「The Blue Than Blue」（2015年1月）‐ イツヤ 役
- 「AKB49～恋愛禁止条例～」（2015年3月）‐ 深海由美 役アンダー

- ミュージカル座「ひめゆり」（2016年7月14～19日＠シアター1010）‐ トミ（ひめゆり学徒）役[5]
- 「The Night of Christmouse～クリスマウスの夜～」（2016年12月20～25日＠八幡山ワーサルシアター）‐ 神原聖亜 役[6]

- ミュージカル「雪のプリンセス」（2017年4月5～9日＠全労済ホール/スペース・ゼロ）‐ 親衛隊アッパレ 役[7]
- 劇団まけん組「ダーリンの進化論」（2017年12月6～10日＠恵比寿エコー劇場）

- 劇団ドカドカプラス「浅草アリス IN WONDERLAND」（2018年8月18日～27日＠浅草東洋館）- 蛇島藍（スネーク）役
- WINTARTS 1st STAGE「The Phantom Carol～聖夜の怪人～」（2018年12月20日～23日＠新宿角座） - 三笠聖 役

- レティクル東京座L＜ライト＞エンタメ公演「電脳演形キャステット」（2019年4月24～28日＠新宿村LIVE）- キャステット・レミ 役
- 「夢を喰むスターダスト」（2019年8月1日、2日、4日＠南千住gekidanU野外劇場）- ラザロ 役
- 「The Great Gatsby In Tokyo」（2019年9月26日～10月1日＠DDD青山クロスシアター）- アシュリー 役(Opal)
- 荘園劇場「Identity V STAGE Episode1『What to draw』」（2019年11月29日〜12月8日@サンシャイン劇場）- 庭師 エマ・ウッズ 役
- WINTARTS 2nd STAGE「謝罪会見プランナー」（2019年12月26日～29日＠角座）- 江ノ島さやか 役

- Identity V STAGE Episode3「Cry for the moon」（2020年9月10日～18日＠TACHIKAWA STAGE GARDEN）- 庭師(エマ・ウッズ) 役

### TV
- NHK「第52回NHK紅白歌合戦」（2001年12月31日）‐キッズダンサー

- CX「今夜はナゾトレ」（2017年6月13日）‐『FAKE７』保育士役
- CX「刑事ゆがみ」第6話（2017年11月）‐ 看護師 役
- NHK「べらぼう〜蔦重栄華乃夢噺〜」第17回（2025年5月4日）- 耕書堂の客 役

### 配信ドラマ
- 最弱の転校生（2025年7月22日、DMM TV） - 犬養玲子 役[8]

### MV
- 阿部真央「どうしますか、あなたなら」（2019年8月21日）

### イベント
- 東京オートサロン2017「日野自動車ブースコンパニオン」（2017年1月13日～15日＠幕張メッセ）[9][1]
- 「Brilliant Star☆デコレーションズ Vol.12」-ショーモデル